# Ribeirão dos Bagres
Ribeirão dos Bagres är ett vattendrag i Brasilien.   Det ligger i delstaten São Paulo, i den sydöstra delen av landet, 500 km söder om huvudstaden Brasília.
Omgivningarna runt Ribeirão dos Bagres är en mosaik av jordbruksmark och naturlig växtlighet. Runt Ribeirão dos Bagres är det ganska tätbefolkat, med 62 invånare per kvadratkilometer.